# 438523 Figalli
438523 Figalli è un asteroide della fascia principale. Scoperto nel 2007, presenta un'orbita caratterizzata da un semiasse maggiore pari a 2,5689338 au e da un'eccentricità di 0,2510688, inclinata di 13,42534° rispetto all'eclittica.